# Mara Manzan
Mara Virgínia Manzan (São Paulo, 28 de maio de 1952 — Rio de Janeiro, 13 de novembro de 2009) foi uma atriz brasileira.

## Biografia e Carreira
Aos 17 anos, Mara Virgínia, na época estudante e ainda morando na capital paulista, foi assistir a uma peça no Teatro Oficina, e, como costumava dizer brincando, nunca mais saiu de lá. Se enturmou com o pessoal do teatro, passou a fazer de tudo nos bastidores, até que um dia substituiu uma atriz.
Tendo vivido desde cedo ligada às artes, invadiu a Corrida de São Silvestre para mostrar a sua pirofagia e aproveitou uma das estadas de Madonna no país para cuspir fogo para a estrela, então hospedada num hotel em frente ao seu apartamento. Trabalhou ainda como animadora de Carnaval, em Juazeiro do Norte, no interior do Ceará.
O seu papel de maior destaque na televisão foi o de Odete, na novela O Clone, que se transfornou em sucesso nacional com o bordão em que afirmava sobre o Piscinão de Ramos que "Cada mergulho é um flash!".

## Saúde
Em março de 2008, atuando como Amara, em Duas Caras, descobriu estar com câncer no pulmão, e foi operada pelo cirurgião Drauzio Varella em 16 de abril daquele ano, passando a se tratar com quimioterapia. Nesta época, após tratamento medicamentoso e psicológico, conseguiu largar o vício em cigarros, tendo sido tabagista por quarenta anos, o que gerou seus problemas de saúde.
Em 1998 a atriz já havia enfrentado um enfisema e um câncer no útero e nos ovários. Na época, precisou fazer radioterapia e se submeter a uma histerectomia radical.

## Falecimento
Mara faleceu em 13 de novembro de 2009, vítima de metástase, devido ao câncer de pulmão que se tratava havia um ano.

## Vida pessoal
Nos anos 1970 foi casada com o músico Ruffino Lomba Neto e teve uma filha: a também atriz Tatiana Manzan Marques. Deixou três netos: Pedro, Júlia e Lara. Aparecia com namorados na mídia e era muito querida pelo público. Também era conhecida por seu jeito alegre de levar a vida, sempre sendo simpática com todos e vivia sorrindo, contando piadas.

## Filmografia

### Televisão
| Ator | Título                   | Personagem                                     | Nota                                           |
| ---- | ------------------------ | ---------------------------------------------- | ---------------------------------------------- |
| 1979 | Cara a Cara              | Neide                                          |                                                |
| 1992 | Perigosas Peruas         | Senhoria                                       |                                                |
| 1993 | Mulheres de Areia        | Joana                                          |                                                |
| 1994 | A Viagem                 | Ednéia                                         |                                                |
| 1996 | Salsa e Merengue         | Sexta-Feira                                    |                                                |
| 1998 | Hilda Furacão            | Nevita                                         |                                                |
| 1998 | Pecado Capital           | Alzira                                         |                                                |
| 1998 | Você Decide              | Dalva                                          | Episódio: "Seria Trágico, Se Não Fosse Cômico" |
| 1999 | Você Decide              | Antônia                                        | Episódio: "Forró Bandido"                      |
| 1999 | Ô... Coitado!            | Cláudia Albuquerque de Pamplona (Dona Cráudia) | Temporada 3                                    |
| 1999 | Terra Nostra             | Dona Aurora                                    |                                                |
| 2001 | O Clone                  | Odete Santos                                   |                                                |
| 2003 | Sítio do Picapau Amarelo | Tetéia                                         | Temporada 3                                    |
| 2003 | Kubanacan                | Ágata                                          |                                                |
| 2004 | Da Cor do Pecado         | Cliente do Pai Helinho                         | Episódios: "27 de janeiro"                     |
| 2004 | Senhora do Destino       | Janice Ferreira da Silva                       |                                                |
| 2006 | Cobras & Lagartos        | Marielene da Silva e Silva (Marilene)          |                                                |
| 2007 | Dança dos Famosos        | Participante                                   | Temporada 4                                    |
| 2007 | Duas Caras               | Amara Leitão da Conceição                      |                                                |
| 2009 | Caminho das Índias       | Ashima Matub                                   |                                                |

### Cinema
| Ator | Titúlo                     | Personagem |
| ---- | -------------------------- | ---------- |
| 1982 | Bonecas da Noite           | Prostituta |
| 2000 | De Cara Limpa              | Suzy       |
| 2003 | Herman                     | Ela mesma  |
| 2007 | Sambando nas Brasas, Morô? | Dona Nair  |
| 2008 | Sexo com Amor?             | Dirce      |
| 2009 | Documentário De Mãos Dadas |            |